# Tremoleta
Tremoleta (fl. XII secolo) è stato un trovatore catalano  menzionato dal Monaco di Montaudon nella sua satira sui trovatori contemporanei (1195 ca.).
Nessuna opera a lui attribuita è sopravvissuta, ma molti studiosi hanno pensato di identificarlo con uno dei trovatori noti. Il Monge fornisce le seguenti informazioni:
È evidente che Tremoleta fosse un uomo anziano, quando il Monge si prendeva gioco di lui. Se così, la sua carriera di compositore probabilmente appartiene alla metà del XII secolo. Manuel Milà i Fontanals, leggendo il primo verso come entre Moleta.l catalas, propone che Tremoleta fosse la Mola che  scambia coblas in una tenzone con Guilhem Raimon. Nel XVIII secolo, Giovanni Mario Crescimbeni, ipotizzando Catala come suo cognome, identifica Tremoleta con Arnaut Catalan. Martí de Riquer i Morera rigetta tutte queste tesi. 
C'è una canzone oscena, U fotaires que no fo amoros con una rubrica che Giulio Bertoni legge come t'bolet e  vedendovi un riferimento a Tremoleta, ma Alfred Jeanroy lo legge invece come "Tribolet". 